# Archiminolia meridiana
Archiminolia meridiana är en snäckart som först beskrevs av Dell 1953.  Archiminolia meridiana ingår i släktet Archiminolia och familjen pärlemorsnäckor. Inga underarter finns listade i Catalogue of Life.